# Potentilla supina
Potentille couchée, Potentille étalée
Espèce
Statut de conservation UICN

LC : Préoccupation mineure
Potentilla supina, la Potentille couchée ou Potentille étalée, est une espèce de plante à fleurs de la famille des Rosacées, à répartition quasi-cosmopolite.

## Description

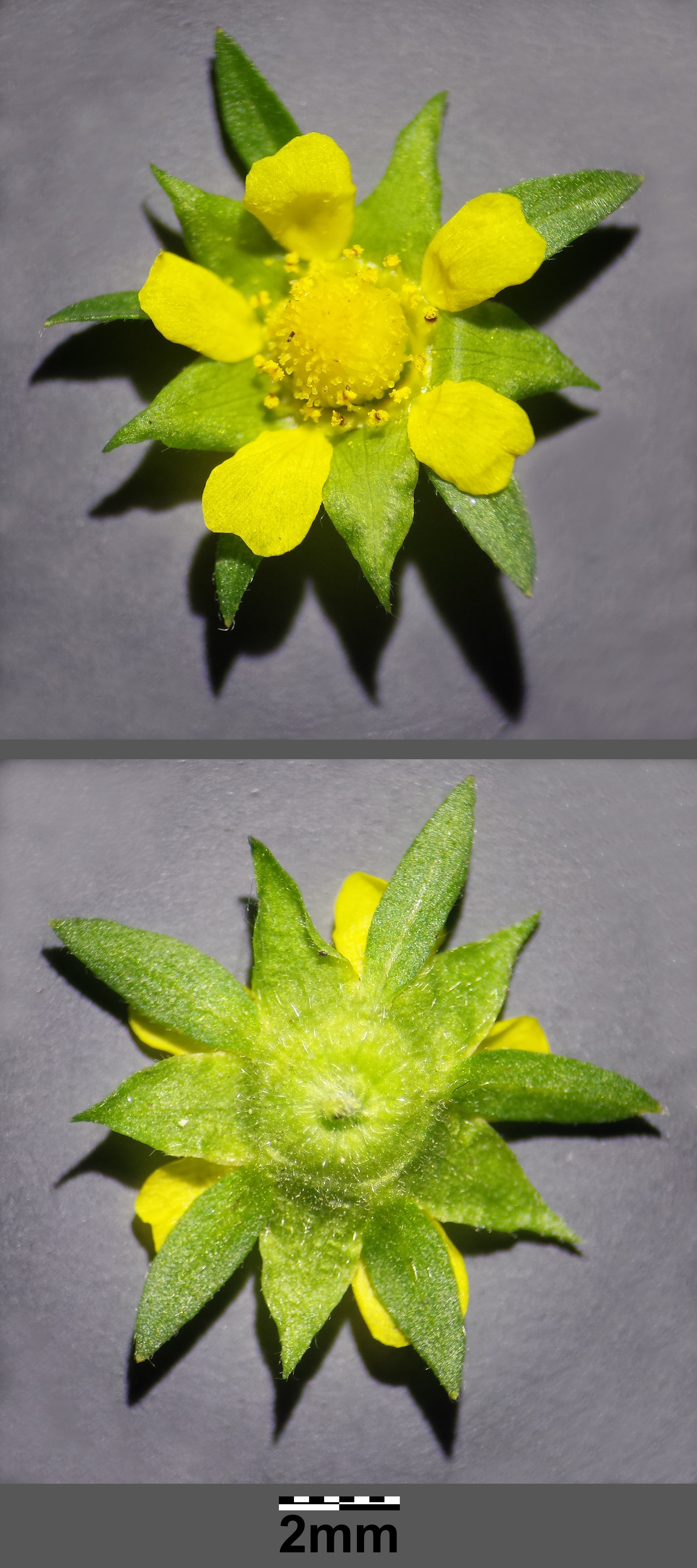
Vue de dessus et de dessous de la fleur quintuple à symétrie radiale.

C'est une plante annuelle ou pérennante de 10 à 30 cm, à racine grêle. Les tiges sont couchées-étalées, non radicantes, terminales, rameuses-dichotomes. Les feuilles sont imparipennées, à cinq à onze folioles obovales ou oblongues, vertes, incisées-dentées, à dents ovales-obtuses. Les stipules sont entières. Les fleurs sont d'un jaune pâle, petites, de 6 à 7 mm de diamètre, solitaires à l'aisselle des feuilles ou à l'angle des rameaux, en fausses grappes feuillées. Le calicule est à lobes dépassant le calice. Les pétales sont obovales, plus courts que le calice. Les carpelles sont ridés. 

## Répartition
Elle est indigène dans l’hémisphère nord, dans un climat continental entre 70 mètres et 2 500 mètres d'altitude, en Europe, en Asie et en Amérique du Nord, mais aussi au Sud de l’Afrique. Elle a été introduite dans les pays baltes, la Biélorussie, le Danemark, en Norvège, en Australie ainsi qu'en Russie européenne.

## Habitats
Cette espèce pousse sur des sols acides, neutres ou alcalins, qu'ils soient sableux, loameux ou argileux, mais ne pousse généralement que sur des terrains humides ou exondés. Elle peut pousser à mi-ombre (dans des bois clairs) ou en pleine lumière.

## Statuts de protection, menaces
L'espèce est évaluée comme non préoccupante aux échelons mondial et français.
En France l'espèce a disparu en Picardie ; elle est considérée en danger critique (CR) en Limousin, Franche-Comté et Bourgogne ; vulnérable (VU) en Champagne-Ardenne, Poitou-Charentes, Pays de la Loire, Ile de France, Auvergne et Rhône-Alpes ; quasi menacée (NT), proche du seuil des espèces menacées ou qui pourraient l'être si des mesures de conservation spécifiques n'étaient pas prises, en région Centre et Lorraine.

## Systématique

### Sous-espèces
Selon Plants of the World online (POWO) (28 août 2021), Potentilla supina admet quatre sous-espèces :
- Potentilla supina subsp. aegyptiaca (Vis.) Soják
- Potentilla supina subsp. caspica Soják
- Potentilla supina subsp. costata Soják
- Potentilla supina subsp. paradoxa (Nutt.) Soják

### Synonymes
Selon Plants of the World online (POWO) (28 août 2021), Potentilla supina a pour synonymes :
- Argentina supina (L.) Lam.
- Chamaephyton supinum (L.) Fourr.
- Comarum flavum Buch.-Ham. ex Roxb.
- Comarum supinum (L.) Alef.
- Fragaria supina (L.) Crantz
- Potentilla cana Wall. ex Hook.f.
- Potentilla cicutariifolia Willd.
- Potentilla denticulata Wall.
- Potentilla fauriei H.Lév.
- Potentilla garipensis E.Mey.
- Potentilla limosa Boenn. ex Schur
- Potentilla obovata Bertol.
- Potentilla prostrata Haenke ex Pohl
- Potentilla ruthenia Buch.-Ham. ex Hook.f.
- Potentilla subsalsa Schur
- Potentilla supina subsp. arabica Soják
- Potentilla supina var. egibbosa Th.Wolf
- Potentilla supina subsp. tunetica Soják
- Tridophyllum supinum (L.) Greene

## Publication originale
- (la) Caroli Linnaei (Carl von Linné), Species plantarum :exhibentes plantas rite cognitas, ad genera relatas, cum differentiis specificis, nominibus trivialibus, synonymis selectis, locis natalibus, secundum systema sexuale digestas, Holmiae (Stockholm), Laurentii Salvii (Lars Salvius), 1753, 560 p. (lire en ligne), p. 497

## Galerie

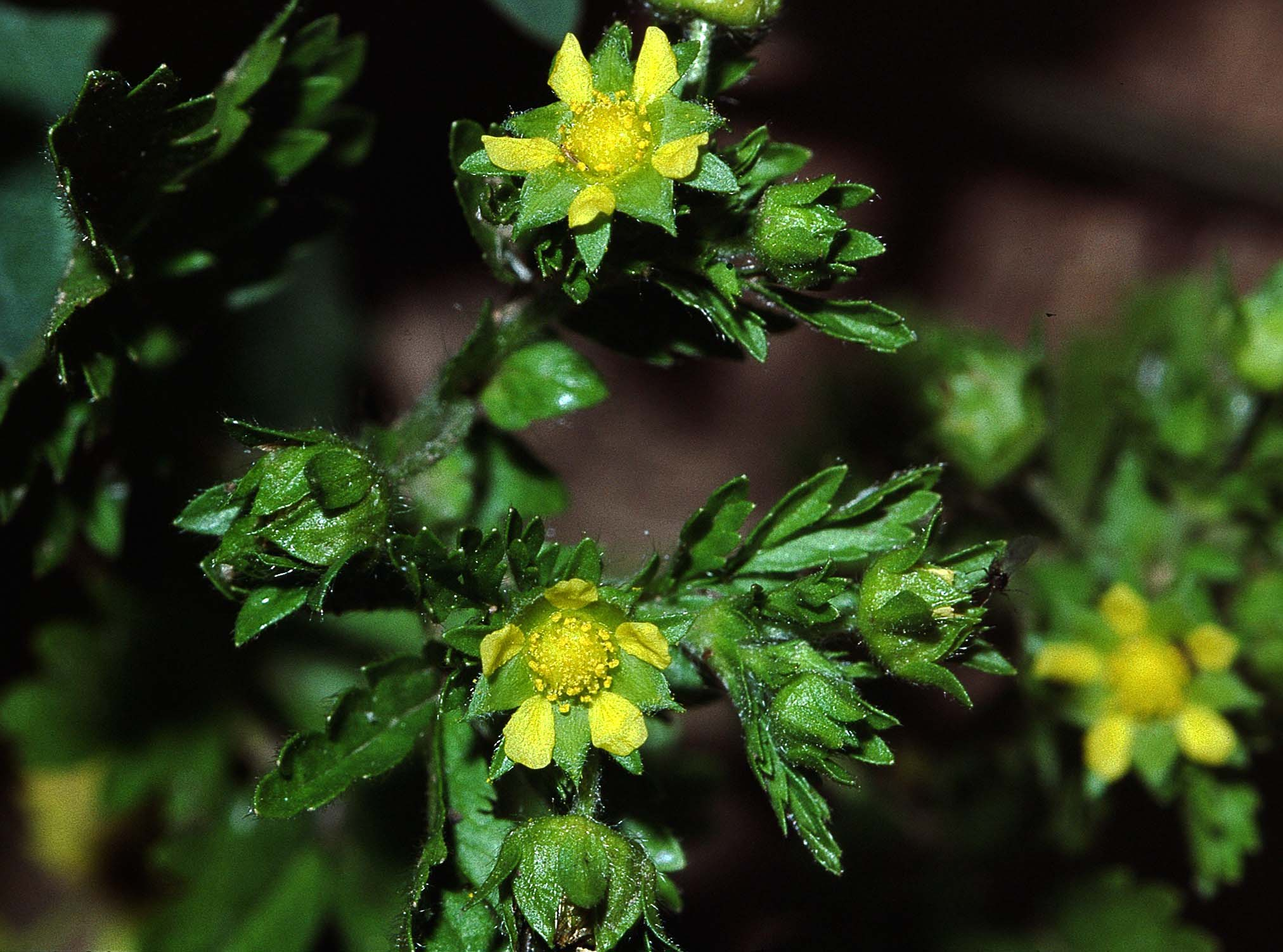
Inflorescence.
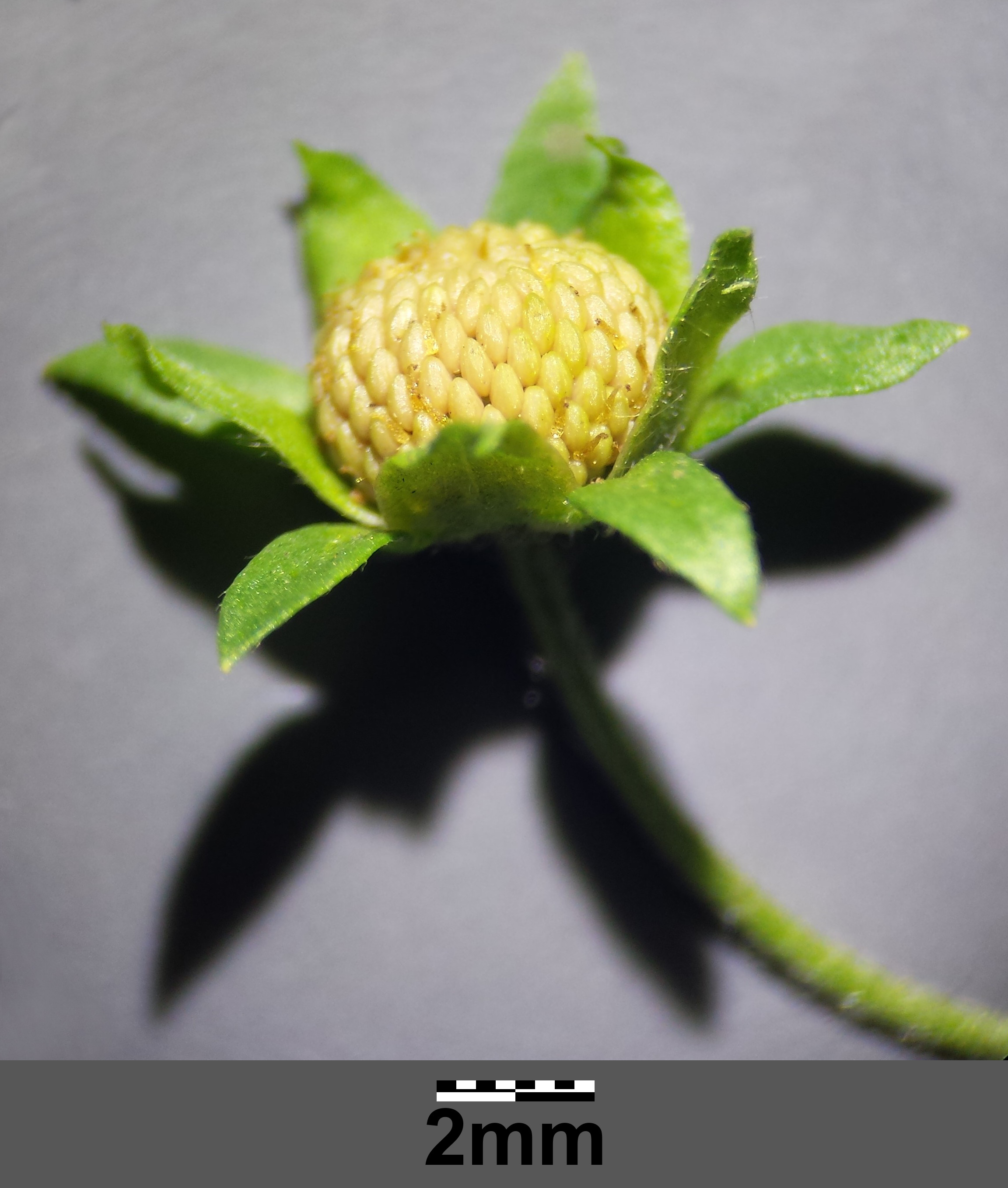
Fruit agrégé.
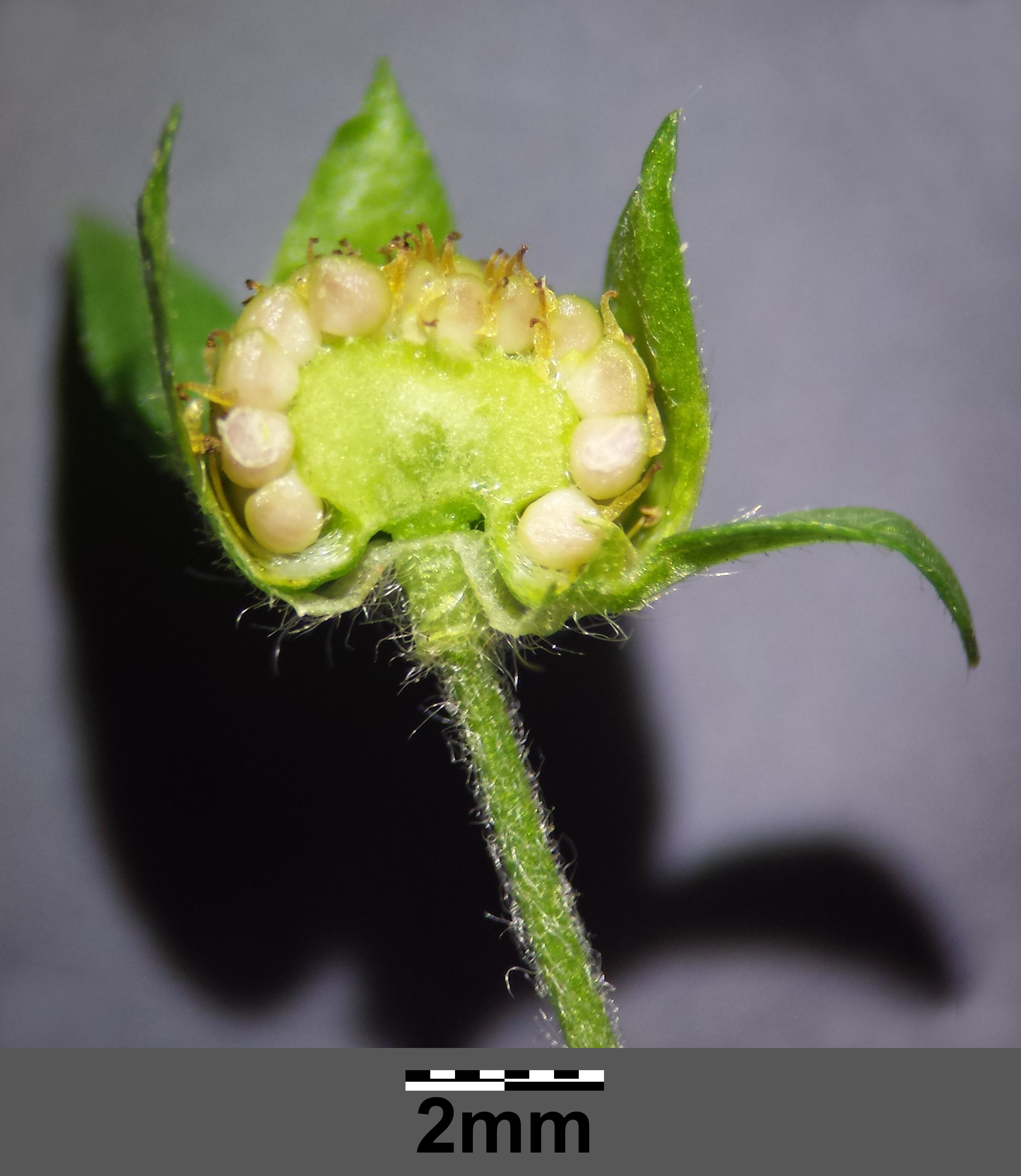
Fruits agrégés coupés.
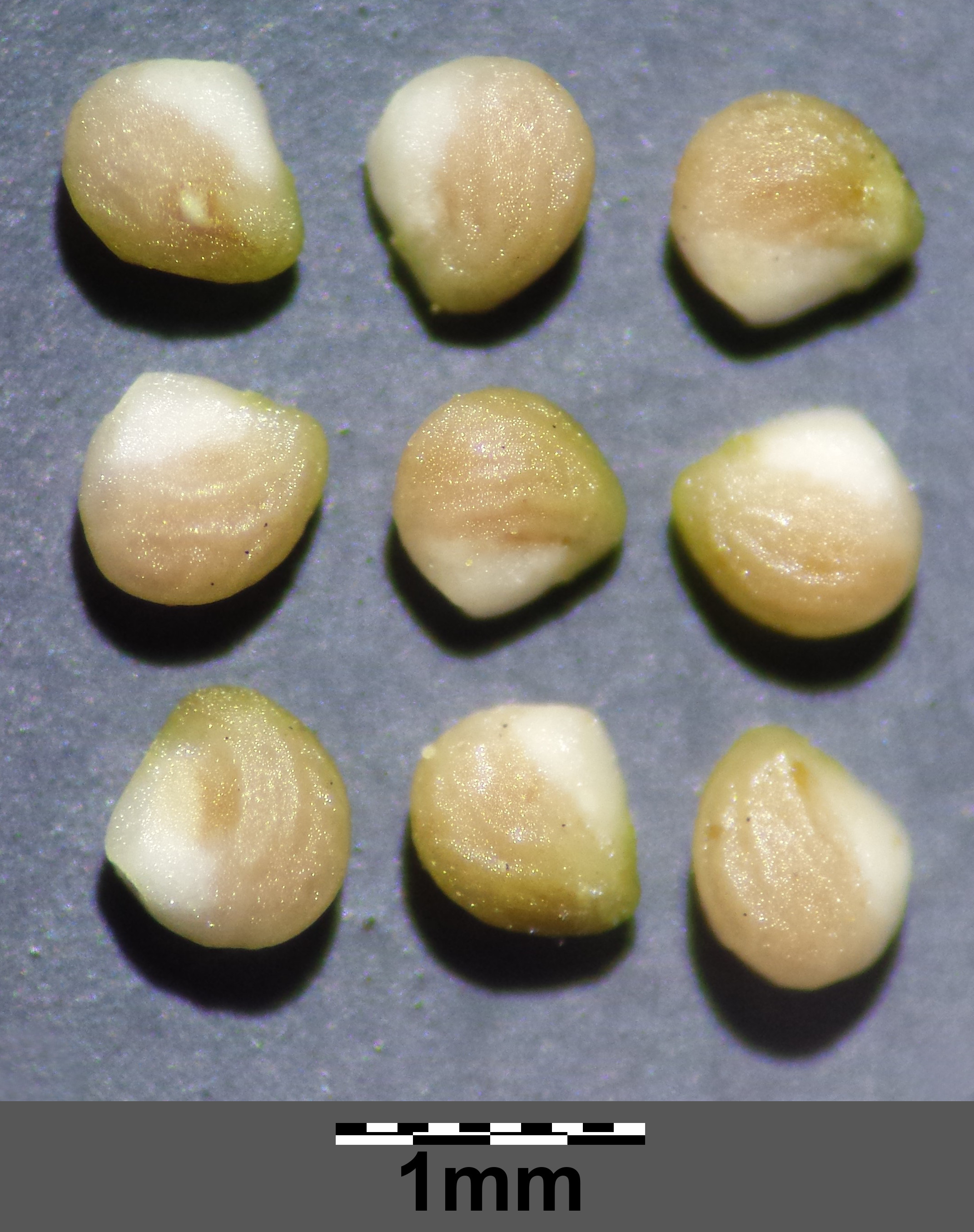
Nucules.